# Назимов, Владимир Николаевич
Владимир Николаевич Назимов (1806 — 1887 или 1889) — русский военный деятель, генерал от инфантерии, участник Кавказской войны.

## Биография
Происходил из дворян Московской губернии. Родился 29 апреля (11 мая) 1806 года.
По окончании курса в Благородном пансионе при Московском университете поступил 21 апреля 1823 года подпрапорщиком в лейб-гвардии Семёновский полк и через несколько дней был зачислен в школу гвардейских подпрапорщиков. По окончании курса школы произведён 29 марта 1825 года в прапорщики и отчислен в свой полк; чин подпоручика получил 28 января 1826 года.

## Русско-турецкая война 1828—1829 годов
В 1828 году, во время войны с Турцией, гвардейский корпус был назначен на усиление действовавшей под Варной осадной армии. Семёновский полк в составе 1-го и 2-го батальонов (3-й оставался в Петербурге) выступил из столицы в апреле и двинулся походным порядком на Исакчу. Назимов состоял в 1-м батальоне. Переправившись через Дунай 6 августа и следуя на Бабадаг, Кюстенджи и Каварну, семёновцы подошли к Варне 28 августа и вошли в состав осадного корпуса, находившегося тогда под командой генерал-адъютанта графа Воронцова.
В бытность под Варной Назимов участвовал в двух жарких боях: 12 сентября — при атаке и овладении турецким укрепленным лагерем, и 25 сентября — при штурме крепостных верков. В этом штурме главный удар был направлен на бастион № 1 войсками левого фланга осадного корпуса, а войскам правого фланга было приказано атаковать противолежавшие турецкие укрепления и ложементы, находившиеся с южной стороны крепости. Последняя задача почти полностью легла на семёновцев, отважно бросившихся на врага в штыки. Большая часть крепостных верков (укреплений) была занята, а 29 сентября Варна сдалась.
В начале октября гвардия получила приказание возвратиться в Россию. 12 февраля 1838 года Назимов был назначен флигель-адъютантом императора Николая I. Как знаток строевой части, Назимов многократно получал по Высочайшему повелению командировки с целью оказания содействия к улучшению военной подготовки различных армейских войсковых частей. Так, в 1838 году он пробыл 4 месяца в Варшаве, имея поручением «передачу полкам 4-й пехотной дивизии всех правил, до фронтовой и гарнизонной службы относящихся», в октябре того же года наблюдал за рекрутским набором в Вятской губернии, в следующем году обучал фронту кадетов Морского корпуса и побывал в Вильне «для возобновления там надлежащего порядка и строгого исполнения правил гарнизонной службы и временного занятия должности плац-майора»; в начале 1840 года был командирован для поднятия уровня строевого образования в 3-й гренадерской дивизии. За блестящее выполнение всех этих поручений Назимов каждый раз удостаивался Монаршего благоволения.

## Кавказская война
В конце 1839 года в Петербург стали приходить все более тревожные вести с Кавказа об успехах Шамиля. Требовалось подкрепление войск нашей боевой Кавказской линии. Для этой цели была, между прочим, предназначена резервная дивизия 3-го армейского корпуса, стоявшая в Бахмуте. Чтобы ускорить её выступление, император Николай I направил в Бахмут Назимова, который получил необходимые полномочия, а также приказание следовать с дивизией к месту её назначения.
Выехав из Петербурга 19 апреля 1840 года, он к июлю прибыл уже на Кавказ и, выполнив поручение, остался на театре военных действий. В то время Шамиль появился с толпой преданных ему мюридов в Большой Чечне и поднял против русских многие черкесские общины. Двинувшийся против него генерал Галафеев имама не настиг: Шамиль, воспользовавшись очищением от наших войск Малой Чечни, перекинулся туда и взбунтовал всех мирных горцев. Наши войска вернулись в Грозную, а Шамиль вновь объявился в Большой Чечне. В августе генерал Галафеев опять пошел в Большую Чечню и, укрепившись в Герменчуке, решил производить поиски в различных направлениях. При отряде этом состоял и Назимов, принимавший личное участие во всех делах и перестрелках с горцами.
Наибольшую деятельность он проявил при экспедиции особой колонны, предназначавшейся для истребления немирных аулов Большого и Малаго Гихи. По выполнении поставленной колонне задачи и при отступлении её к Герменчуку, Назимов командовал арьергардом, с которым долгое время удерживал в Гойском лесу натиск много сильнейшего неприятеля, чем дал возможность всему отряду устроить необходимые переправы через несколько горных речек и перебраться через них, не потеряв ни одной повозки из вагенбурга.
В сентябре того же года Назимов был направлен на Черноморское побережье в отряд генерала Раевского, где ему было поручено сформировать 11-й линейный батальон. Исполнив поручение с исключительной быстротой, он пошел в экспедицию против абадзехов. В продолжение этой экспедиции он всё время командовал при наступлении авангардом, а при отступлении арьергардом.
За боевые отличия на Кавказе Назимов удостоился Высочайшего благоволения и затем возвратился в свой полк.
Произведённый 16 апреля 1841 года в полковники, Назимов в конце следующего года был отправлен в Варшаву для организации там учебного батальона от полков 2-й пехотной дивизии и постановки в новой части строевого учебного дела на надлежащую почву; 12 мая 1847 года командирован по Высочайшему повелению в Псковскую и Витебскую губернии «для возвращения к месту жительства самовольно ушедших помещичьих крестьян», а затем был назначен «презусом военного суда над зачинщиками этого волнения и взятыми с оружием в руках».
В 1848 году он временно исправлял должность коменданта Императорской главной квартиры.

## Венгерская революция 1848 года
В Венгерскую кампанию, тотчас по получении известия о начале активных действий нашей главной армии в пределах Венгрии, император Николай I отправил Назимова в распоряжение главнокомандующего русскими войсками графа Паскевича.
27 июня 1849 году главная армия двинулась на Пешт, а 28 июня Назимов уже явился к новому месту назначения. Прикомандированный к отряду генерал-лейтенанта Засса, наступавшего на уклонявшегося от боя венгерского военачальника Гёргея, он принял личное участие в упорном бою 3 июля, завязанном Зассом с венгерцами в 3-х верстах к югу от Вайцена, а 5 июля, после отступления Гёргея на север, вошел вместе с главной армией в Вайцен после незначительной стычки с небольшим вражеским отрядом, не успевшим отступить по причине скопления обозов на улицах города. Он участвовал и в бою 21 июля под Дебреценом, бывшим центром восстания 1848 года и местопребыванием временного правительства; в этом бою арьергардный корпус Надь Шандора, отважившийся на сражение со всей русской армией, потерпел полное поражение.
В августе Назимов был отозван в Петербург, а 30 августа произведён за боевые отличия в генерал-майоры (со старшинством от 29 марта 1849 года) и зачислен в свиту Его Величества, также он был награждён орденом Св. Станислава 1-й степени; 29 сентября 1849 года Назимов был назначен начальником штаба Гренадерского корпуса, а через три года причислен к ведомству военно-учебных заведений. 26 ноября 1851 года за беспорочную выслугу 25 лет в офицерских чинах был награждён орденом Св. Георгия 4-й степени (№ 8595 по списку Григоровича — Степанова). 9 июня 1852 года назначен на должность директора Александровского Брестского кадетского корпуса, в котором пробыл до 25 марта 1854 года, когда был назначен генерал-кригскомиссаром, то есть начальником комиссариатского департамента, преобразованного в 1864 году в Главное интендантское управление.
26 августа 1856 года он назначен «заседающим в Военном совете», а вскоре членом оного; в том же году получил орден св. Владимира 2-й степени. В генерал-лейтенанты произведён 30 августа 1857 года, а в генералы от инфантерии 26 ноября 1869 года.
Среди прочих наград имел ордена св. Анны 1-й степени (1853), Белого Орла (1863), св. Александра Невского (1866; алмазные знаки к этому ордену пожалованы в 1875 году), а также австрийский орден Железной короны 1-й степени (1850).
По информации «Биографического словарь А. А. Половцова» умер 22 апреля (4 мая) 1887 года, а по данным Петербургского некрополя — 18 (30) апреля 1889 года; был похоронен на кладбище Новодевичьего монастыря в Санкт-Петербурге.